# Malgassochaetus sogai
Malgassochaetus sogai is een keversoort uit de familie Chaetosomatidae. De wetenschappelijke naam van de soort is voor het eerst geldig gepubliceerd in 1991 door Menier.